# Hiperinflacija
Hiperinflacija predstavlja bliskovito upadanje kupne moči denarja. Obsega najmanj 50-odstotno zvišanje splošne ravni cen mesečno, kar jo loči od zmerne in galopirajoče inflacije, ki se odmerjata letno.